# Peromyscus ochraventer
Peromyscus ochraventer là một loài động vật có vú trong họ Cricetidae, bộ Gặm nhấm. Loài này được Baker mô tả năm 1951.